# Trezói
Trezói es una freguesia portuguesa del concelho de Mortágua, con 16,07 km² de superficie y 495 habitantes (2001). Su densidad de población es de 30,8 hab/km².